# Margasana (Pagelaran)
Margasana is een bestuurslaag in het regentschap Pandeglang van de provincie Banten, Indonesië. Margasana telt 3352 inwoners (volkstelling 2010).